# دانشگاه فنی ییلدیز
دانشگاه فنی ییلدیز (انگلیسی: Yıldız Technical University) یک دانشگاه فنی شناخته شده در علوم مهندسی و طبیعی است و یکی از قدیمی‌ترین موسسات آموزشی در استانبول است. واحد اصلی دانشگاه در محله بشیکتاش قرار دارد و واحد داوود پاشا در محله اسنلر قرار دارد. این دانشگاه دارای ۱۰ دانشکده، ۳ مدرسه فنی‌حرفه‌ای و ۲ مؤسسه است.

## دانشکده‌ها
- دانشکده فنی و الکترونیک
- دانشکده ادبیات و مطالعات فرهنگی
- دانشکده علوم هنر
- دانشکده هنر و طراحی
- دانشکده آموزش
- دانشکده علوم اقتصادی و اجرایی
- دانشکده مهندسی عمران
- دانشکده مهندسی شیمی و متالورژی
- دانشکده مهندسی مکانیک
- دانشکده معماری دریایی و دریایی
- دانشکده معماری